# Парк имени И. В. Коротеева
Парк культуры и отдыха имени И. В. Коротеева — парк в центральной части Искитима (Новосибирская область). Был заложен в 1937 году. Занимает площадь 9,6 Га. В парке расположены детские аттракционы и площадка, спортивная тропа здоровья, предназначенная для спорта и прогулки, главная сцена, аллея фонтанов, спортивная площадка, детский городок для сдачи ГТО и аллея славы, посвящённая Героям Советского союза.

## Название
Парк назван в честь Ивана Васильевича Коротеева, героически погибшего во время защиты дальневосточной государственной границы в 1936 году.

## История
Создание парка началось ещё до получения Искитимом городского статуса. В 1937 году на территории будущего центра Искитима были высажены небольшие деревья.
1 августа 1939 года в парке был открыт памятник И. В. Коротееву (автор неизвестен).
В 1941 году была запланирована постройка танцплощадки, бильярдной и каркасного летнего театра на 400 человек, также приняли решение об установки вокруг парка ограждения. Однако планам по благоустройству помешала начавшаяся война. Сад пришёл в запустение, на его территории начали пасти скот, многие молодые деревья были вытоптаны.
Парковые работы возобновились в 1947 году. Год спустя началось строительство арочного входа в парк. По воспоминаниям скульптора Ивана Семёновича Козловского, автора проекта и эскизов арки, идея о её создании принадлежала первому секретарю горкома партии Александру Андреевичу Прохорову. Вместе с Иваном Семёновичем над сооружением арки главного входа трудились Иван Ильич Гилев и Виктор Петрович Решетников. Работы велись два с половиной года.
Одновременно с возведением арки шли декоративно-скульптурные работы, для которых в калориферном зале дома культуры «Цементник» было выделено помещение, куда привезли необходимые материалы: глину, песок, цемент, гипс, арматурное железо. Были изготовлены ящики, щиты и столы.
Вместе с завершением арки появилось парковое ограждение.
В 1981 году в парке открыли аллею славы Героев Советского Союза.

## Директор
Мельникова Анна Александровна.